# Anderson Ferreira
Anderson Souza Ferreira (Itabuna, 9 maggio 1985) è un ex calciatore brasiliano naturalizzato equatoguineano, di ruolo difensore.

## Carriera

### Club
Nel 2007 ha giocato una partita nella seconda divisione brasiliana con il Vitória.

### Nazionale
Nel 2007 ha giocato 2 partite nelle qualificazioni alla Coppa d'Africa.

## Statistiche

### Cronologia presenze e reti in nazionale
| Cronologia completa delle presenze e delle reti in nazionale ― Guinea Equatoriale | Cronologia completa delle presenze e delle reti in nazionale ― Guinea Equatoriale | Cronologia completa delle presenze e delle reti in nazionale ― Guinea Equatoriale | Cronologia completa delle presenze e delle reti in nazionale ― Guinea Equatoriale | Cronologia completa delle presenze e delle reti in nazionale ― Guinea Equatoriale | Cronologia completa delle presenze e delle reti in nazionale ― Guinea Equatoriale | Cronologia completa delle presenze e delle reti in nazionale ― Guinea Equatoriale | Cronologia completa delle presenze e delle reti in nazionale ― Guinea Equatoriale |
| Data                                                                              | Città                                                                             | In casa                                                                           | Risultato                                                                         | Ospiti                                                                            | Competizione                                                                      | Reti                                                                              | Note                                                                              |
| --------------------------------------------------------------------------------- | --------------------------------------------------------------------------------- | --------------------------------------------------------------------------------- | --------------------------------------------------------------------------------- | --------------------------------------------------------------------------------- | --------------------------------------------------------------------------------- | --------------------------------------------------------------------------------- | --------------------------------------------------------------------------------- |
| 25-3-2007                                                                         | Malabo                                                                            | Guinea Equatoriale                                                                | 3 – 1                                                                             | Ruanda                                                                            | Qual. Coppa d'Africa 2008                                                         | -                                                                                 | 72’                                                                               |
| 2-6-2007                                                                          | Kigali                                                                            | Ruanda                                                                            | 2 – 0                                                                             | Guinea Equatoriale                                                                | Qual. Coppa d'Africa 2008                                                         | -                                                                                 | 51’                                                                               |
| Totale                                                                            |                                                                                   | Presenze                                                                          | 2                                                                                 |                                                                                   | Reti                                                                              | 0                                                                                 |                                                                                   |

## Palmarès

### Club

#### Competizioni statali
- Campionato Baiano: 1

Vitória: 2007